# Demonologia ludowa

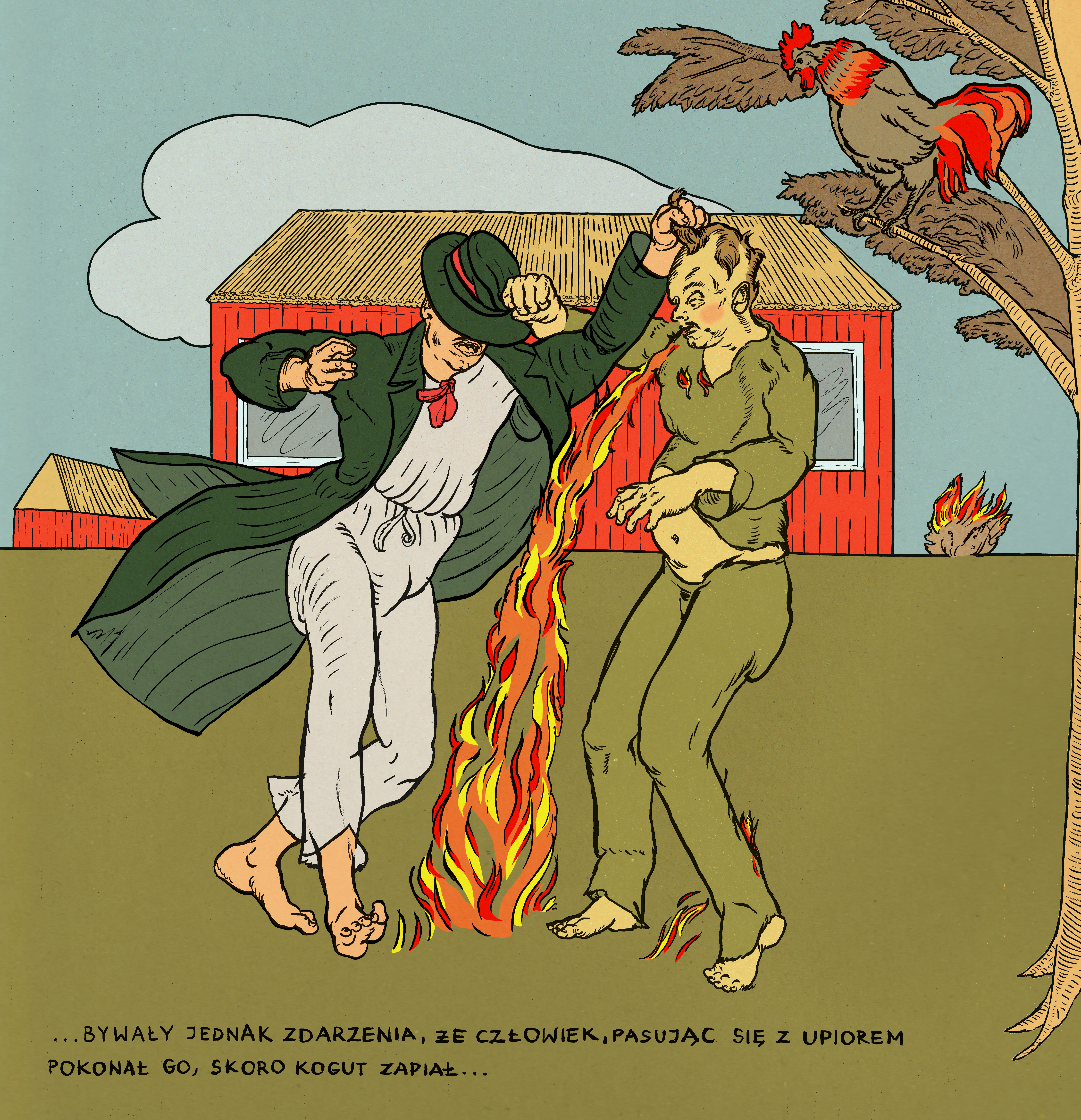
Walka z upiorem – istotą demonologiczną

Demonologia ludowa – właściwy dla ludności wiejskiej zespół wierzeń, zakładający istnienie różnych (w zależności od regionu) istot demonicznych. Polski etnograf Kazimierz Moszyński definiuje demony jako „wszystkie oprócz bóstw mityczne istoty człekokształtne”. Istoty te posiadają w założeniu moc sprawczą, która może mieć pozytywny lub negatywny wpływ na życie jednostki i jej społeczności. Relacjom ludu z demonami towarzyszy szereg różnych praktyk magicznych, które za zadanie mają zjednanie lub przepędzenie danej istoty.  

## Opis
Wiara w demony wynika z potrzeby człowieka do personifikacji procesów i zjawisk, występujących w otaczającej go przyrodniczej oraz społecznej rzeczywistości. Umożliwia to jednostce odnalezienie swojego miejsca w skomplikowanym otoczeniu i wyjaśnia występujące w nim zjawiska. Mimo swojej przedchrześcijańskiej genezy, polska demonologia ludowa wykazuje silne wpływy religii chrześcijańskiej, np. w występowaniu postaci diabłów czy czarownic. Wierzenia demoniczne nadal są obecne w świadomości społecznej mieszkańców wsi, jednak stopniowo zamierają. 

## Geneza polskiej demonologii ludowej

### Pierwsze wzmianki i źródła
Polska demonologia ludowa wywodzi się z przedchrześcijańskich wierzeń słowiańskich, o których, z powodu braku pisanych źródeł historycznych, wiadomo niewiele. Pierwsza odnotowana wzmianka o demonologii słowiańskiej znajduje się w dziele Dzieje wojen, spisanym w VI w. n.e., przez bizantyjskiego historyka Prokopiusza z Cezarei. Opisał on występujący w plemionach Antów i Sklawinów kult oddawania czci duchom przyrody. Bardziej szczegółowe, choć fragmentaryczne, opisy zaczęły powstawać dopiero od około X w. n.e. Sporządzali je m.in. kronikarze niemieccy i duńscy (tacy jak Helmold, Adam Bremeński czy Saxo Grammaticus) oraz podróżnicy arabscy (al-Gardeli, ibn Rosteh, Abu-Hamid al Andaluzi). Część badaczy słowiańszczyzny zarzuca im jednak powierzchowność, silny subiektywizm, a w skrajnych przypadkach nawet fałszerstwo.  
W XV wieku opisu dawnych pogańskich wierzeń, wyznawanych na ziemiach polskich podjął się kronikarz Jan Długosz. Zarzuca mu się jednak niewłaściwą interpretację wierzeń, opartą na wykorzystaniu schematów zaczerpniętych z analizy religii antycznych Greków i Rzymian.

### Wpływ religii chrześcijańskiej
Silny wpływ na kształtowanie się poszczególnych, regionalnych zespołów wierzeń ludowych miała religia chrześcijańska, która stopniowo, począwszy od XI wieku była wprowadzana na tereny zamieszkałe przez plemiona Słowian. Procesowi przymusowej chrystianizacji towarzyszyła walka z tradycyjnymi wierzeniami, która miała na celu ich całkowite wykorzenienie. W rzeczywistości, często skutkowała jednak praktykowaniem przez ludność słowiańską dwuwiary (przy czym dawna religia była najczęściej praktykowana w ukryciu). Bóstwa starej religii były degradowane przez dostojników kościelnych do statusu istot demonicznych (najczęściej diabłów)1. Z czasem chrześcijańskie wyobrażenia demoniczne zaczęły nakładać się na słowiańskie, tworząc szereg synkretycznych postaci i odpowiednich praktyk, które należało w stosunku do nich czynić. Przykładem może być tu połączenie przez Rusinów tradycyjnego kultu duchów opiekuńczych z chrześcijańskim kultem maryjnym. Łączenie dwóch systemów wierzeń przez lud było jednak krytykowane przez Kościół i traktowane jako herezja.  
Wraz z okresem XVI-wiecznej reformacji kościoła, w Europie Zachodniej zaczął rodzić się strach przed czarownikami i czarownicami – ziemskimi poplecznikami demonów piekielnych. Tworzono literaturę opisową dotyczącą poszczególnych demonów i diabłów, nadając im cechy indywidualne; zaczęto je również hierarchizować. Tendencje te przeniknęły także i na ziemie słowiańskie (głównie polskie i czeskie), co skutkowało wydaniem rozlicznych ksiąg, poświęconych tematyce czarownictwa i charakterystyce różnorodnych bytów diabelskich. Ważną rolę w krzewieniu wśród ludu strachu przed piekielnymi mocami odgrywała również sztuka sakralna oraz organizowane przez kościół przedstawienia, np. jasełka. W demonologiczny poczet chrześcijańskich istot piekielnych powoli zaczęto włączać tradycyjne byty demoniczne, występujące w ludowych wierzeniach, co pozwoliło zaciągniętym z Europy zachodniej postaciom diabłów wtopić się w lokalne kulty. Jedną z konsekwencji wyżej wymienionego procesu jest wytworzenie w zbiorowej wyobraźni ludu bytów synkretycznych – „diabłów słowiańskich”.  
Przykładem synkretyzacji wierzeń jest znana w niemal całej Europie postać wampira (w państwach słowiańskich znany jako wąpierz bądź upiór), a w szczególności jeden ze sposobów radzenia sobie z jego eksterminacją. Przebijanie demona osikowym kołkiem, wynika ze skojarzenia go w myśli ludowej z biblijnym Judaszem (apostoł ten, w następstwie swojej zdrady powiesił się na topoli).  
W myśli ludowej zaczęły wytwarzać się dwa nurty wierzeniowe: jeden zakładał utrzymanie starego systemu wierzeń w postacie demoniczne, drugi wpisywał wszystkie te istoty w dziedzinę bytów piekielnych, zgodnie z nauką chrześcijańską. W rzeczywistości dwa nurty często zlewały się ze sobą, a prawie każda tradycyjna postać demonologiczna mogła być interpretowana przez pryzmat chrześcijański. 
XVIII-wieczna myśl epoki Oświecenia, zakładająca szerzenie edukacji i walkę z zabobonem, krytycznie odnosiła się do jakichkolwiek wierzeń demonologicznych. Ominęła jednak w dużej mierze wieś, która stała się schronieniem dla wiary w piekielne moce. Postacie diabłów zaczęły jednak ulegać przemianie. Z istot niebezpiecznych i okrutnych, zmieniły się w swawolnych psotników, zachowując jednak przy tym umiejętność szkodzenia człowiekowi. 

### Inne wpływy
Od XIX wieku, dużą część społeczeństwa polskich wsi zaczęli stanowić Żydzi. Tego rodzaju kontakt międzykulturowy skutkował z pewnością pewnymi zapożyczeniami, uwidaczniającymi się w konkretnych postaciach demonicznych. 
Na najbardziej wysuniętych na zachód i wchód terenach Polski, w wyniku mieszania się ludności na przestrzeni wieków, można dostrzec wpływy odpowiednio: niemieckich i wschodniosłowiańskich systemów wierzeń. 

## Przedmioty wierzeń demonicznych
Wierzenia słowiańskie nie były spójnym systemem religijnym, tworzyły konglomerat wierzeniowy, oparty głównie na kultach: słońca, totemistycznych, animistycznych i kulcie przodków. Niespójne wierzenia przekształcały się na przestrzeni wieków i w szczątkowej formie zachowały się w kulturze ludowej.  
Istoty występujące w demonologiach Słowian można podzielić na cztery kategorie: istoty demoniczne uosabiające zjawiska atmosferyczne, przyrodę, opiekuńcze oraz szkodliwe. 

### Uosobienia zjawisk atmosferycznych i przyrodniczych
Najpopularniejszymi istotami personifikującymi takie zjawiska atmosferyczne jak gwałtowne burze, gradobicia i wichry był bułgarski demon żmij (znany również pod innymi nazwami na Białorusi, Łużycach czy w Czechach), który zlatywał z chmur by porywać kobiety oraz płanetnicy (znani m.in. w Polsce, Czechach i na Ukrainie) – wznoszący się w powietrze, by przeganiać chmury burzowe. Liczne były również wyobrażenia Słowian dotyczące demonicznych mieszkańców pól, lasów i bagien. Pracując w okolicach pory południowej na polu można było natknąć się na wrogo nastawioną do człowieka południcę (najczęściej utożsamianą z postacią wysmukłej, ubranej na biało kobiety). Wędrując z kolei lasem, po bagnach czy terenach znajdujących się przy zbiornikach wodnych, natrafić można było na kuszące młodzieńców rusałki, błędne ogniki, czy wciągające pod wodę topielce. Niektóre demony można było jednak przebłagać składając im rozmaite ofiary. 

### Uosobienie zjawisk życia społecznego i chorób
Wierzenia słowiańskie (zwłaszcza Słowian południowych) cechują się bogatym występowaniem opiekuńczych istot demonicznych, personifikujących ludzkie przeznaczenie. Zalicza się do nich polskie demony rodzanice, sprawujące opiekę nad ciężarnymi. O ich względy można było zabiegać składając ofiary przy uroczystościach czy świętach rodzinnych. Wraz z nadejściem chrześcijaństwa, niektóre demony opiekuńcze zaczęto utożsamiać z aniołami.  
W przypadku zjawisk szkodliwych dla człowieka, przedmiotem personifikacji była śmierć. Najczęściej wyobrażano ją sobie jako starą kobietę okrytą całunem żałobnym, bądź kościotrupa. Personifikowano również choroby i plagi, dręczące ludzi i ich inwentarz oraz ogólną całość „złych sił” (szczególnie w późniejszym kontekście religii chrześcijańskiej) – najczęściej jako biesy lub czarty. 

### Istota demonologii polskiej
Polska demonologia ludowa, będąca konglomeratem wierzeń słowiańskich i chrześcijańskich, tych występujących obok siebie i tych zasymilowanych ze sobą jest możliwa do podzielenia na cztery etapy rozwojowe: 
1. X–XV wiek – kształtowanie się wierzeń demonicznych jako magiczno-mitycznego sposobu klasyfikacji zjawisk społecznych i naturalnych. W tym okresie sposobem na sprzeciwianie się narzuconej przymusowo wierze chrześcijańskiej, dążącej do wyniszczenia tradycyjnych wierzeń było praktykowanie dwuwiary.

1. XVI–XVIII wiek – rozwój demonologii ludowej poprzez włączenie w poczet istot demonicznych wyobrażeń chrześcijańskich, takich jak czarownica czy diabeł. Ten okres to początek asymilacji wierzeń i powstawania demonologii ludowo-chrześcijańskiej.

1. XIX w. – pierwsza połowa XX wieku – czas ten był nacechowany tendencjami antyklerykalnymi panującymi wśród ludności wiejskiej. Był to również początek zamierania niektórych wyobrażeń demonicznych oraz silnego przekształcenia ludowego wyobrażenia diabła – z istoty realnie zagrażającej życiu ludzkiemu stał się on postacią groteskową, będącą m.in. motywem sztuki ludowej. XIX wiek to również okres przenikania do kultury polskiej wsi wierzeń żydowskich i rozwoju folklorystyki (która korzystała z ludowych wyobrażeń demonicznych).

1. Okres powojenny – w tym czasie w wyniku przemian społeczno-ekonomicznych wsi wierzenia ludowe zaczęły masowo zanikać, pozostawiając po sobie głównie wiarę w rozmaite byty diabłopodobne.

W kulturze ludowej wsi polskiej zachowało się wiele pozostałości po dawnych kultach animistycznych, w szczególności tych dotyczących przyrody. Przejawiało się to przykładowo w hierarchizowaniu gatunków zwierząt (zabijanie niektórych owadów było objęte tabu kulturowym), czy oddawaniu czci roślinom o właściwościach leczniczych. Na wyjątkową uwagę zasługuje kult kamieni, które, według polskiego etnografa i historyka Franciszka Kotuli, dzieliły się na zwykłe i niezwykłe. „Zły”, szkodliwy dla człowieka kamień (głaz narzutowy) mógł być przyniesiony przez biesa i przez niego zamieszkiwany.  

## Inspiracje demonologią w literaturze
Począwszy od XIX wieku, autorzy wielu wierszy, opowiadań i innych form literackich chętnie nawiązują w swych utworach do rodzimych wierzeń demonicznych. Oprócz Adama Mickiewicza, odnoszącego się m.in. do postaci upiora w Dziadach, motywy zaczerpnięte z demonologii ludowej zawarli w swych utworach tacy pisarze jak: Bolesław Leśmian (Dusiołek), Edward Redliński (Konopielka), Maria Konopnicka (Latawica) czy Kazimiera Iłłakowiczówna (Piosenka o Ubożęciu). 
W czasach współczesnych odniesienia do demonologii ludowej (najczęściej jednak w formie folkloryzmu) można znaleźć np. w książkach z cyklu Sagi o Wiedźminie autorstwa Andrzeja Sapkowskiego. Powstają również rozmaite przewodniki i bestiariusze, które podejmują próbę zebrania i klasyfikacji istot demonologicznych, np. Bestiariusz słowiański wydawnictwa BoSz. Dzięki bogatej oprawie graficznej są przystępne w odbiorze dla szerszego grona czytelników.  